# Nabari (manga)
Pour les articles homonymes, voir Nabari.
Nabari (隠の王, Nabari no Ō, litt. « Roi de Nabari ») est un shōnen manga de Yuhki Kamatani. La série a été prépubliée entre 2004 et 2010 au Japon dans le magazine Monthly GFantasy de Square Enix. Le manga est publié par Asuka en version française (puis par Kaze Manga après son rachat) et par Yen Press en Amérique du Nord (en anglais).
La série a été adaptée en un anime de vingt-six épisodes par le studio J. C. Staff en 2008.

## Synopsis
Rokuju Miharu mène une vie de lycéen banal jusqu’au jour où il se fait attaquer par un groupe de ninjas qui en a après le shinrabanshô', une technique cachée renfermée dans son corps. Ce shinrabanshô est le pouvoir de création, convoité par tout ninja ayant l’ambition d’imposer sa volonté sur tous ces combattants de l’ombre.
Par la force des choses, Miharu rejoint le club de ninjutsu fondé par l’un de ses camarades nommé Kouichi Aizawa et son professeur d’anglais, M. Kumohira, deux ninja qui ont pour mission de le protéger. Un long combat attend notre jeune héros Miharu avant qu’il ne soit en pleine possession de ses pouvoirs afin de devenir le maitre du Nabari.

## Personnages

### Village Caché de Banten
Miharu Rokujo
Personnage principal du Monde de Nabari, Miharu est un jeune adolescent de 14 ans flegmatique que rien n’intéresse. Il découvre à la suite d'un combat face aux ninjas de Kairoushou de Iga qu'il est le détenteur du Shinra Banshou, technique interdite universelle maitrisant la totalité des affinités de la nature. Décidé à contrôler cette technique pour le bien de tous, il fait la rencontre de Yoite, dont le vrai nom est Sora Kudou, jeune ninja spécial contrôlant le Kira. Ce dernier lui demandera d'utiliser le Hijutsu afin de le détruire. Fils unique d'Asahi et d'Akatsuki, il a été élevé par sa grand-mère.
Raimei Shimizu
Amie de Miharu, elle se dit samouraï, étant elle-même la dernière descendante du Clan Shimizu de Fûma.
Elle veille sur Miharu pour que personne ne se serve du shinrabanshou. Ancienne élève de Thobari lorsqu'il était professeur à Tokyo, elle semble garder en elle un terrible secret. Elle déteste son frère car elle pense que c'est lui qui a éradiqué son clan alors qu'il n'a tué qu'une personne : leur oncle, le vrai coupable. Blonde avec des couettes et portant un seiffuku, elle utilise un sabre, le Kuro Gamon. Elle confond les gens entre eux.
Thobari Kumohira Durandal
Professeur d'anglais au lycée de Banten, il est le gardien d'Engetsurin, la Technique de la Mémoire et du Black Durandal, le Technique de Transfert. Marié à Seki Hanabusa, il a une peur bleue des transports en commun. Protecteur de Miharu depuis sa plus tendre enfance, il aimait également Asahi, la mère de Miharu, comme une sœur. Considéré comme le sous-chef du village de Banten, il fut le sensei de Raimei et de Kouichi. Très fuyant des combats, il provoque toujours la colère de Raimei qui passe son temps à lui dire de se sacrifier un peu plus pour ses amis.
Kouichi Aizawa
Ninja de Banten, c'est un albinos aux yeux rouges extrêmement étrange, dont le passé est entouré de mystères. Son histoire est finalement révélée à la suite du sommet de l'Académie Alya, au Village de Kouga. Né vers la fin de l'ère Edo, il aurait été lui et Shijima une expérience du possesseur du Shinra Banshou à cette époque. Il est donc immortel, tout comme Shijima. Utilisant en priorité les techniques de base Mokuton (art de manipuler les arbres et la végétation) et Fûton (art de manipuler le vent), il utilise aussi le Genjutsu (Art des illusions) à la perfection.
Le Chef
Chef du village caché de Banten, son identité est inconnu et il n'apparait jamais dans le manga. D'après les dires de Thobari, il serait en voyage à l'étranger. Il aurait demandé à Thobari de se tenir à la tête du village en attendant son retour.

### Village Caché de Fûma
Kotarou Fûma
Chef du village, il porte continuellement une tenue traditionnelle et semble extrêmement cultivé. Très curieux, il semble vouloir le Shinra Banshou pour lui afin de réaliser son rêve de luxure. Utilisateur et gardien de la technique Tenpenka, le sort de Métamorphose, sa véritable apparence n'est pas connue. Fin manipulateur, Kotarou aime bien faire tourner les événements en sa faveur. On apprend un peu plus tard dans le manga uniquement qu'il a trahi la confiance de ses amis et alliés afin de s'emparer du Hijutsu pour lui seul. Il a également le sens de l'humour et semble patient.
Saraba
Ninja de Fuuma très puissante, elle utilise un marteau pour se battre et possède une force démesurée.
Juuji
Ninja de Fuuma et guérisseuse, elle utilise uniquement des herbes pour soigner les personnes, connait tous les livres de la bibliothèque de Koutarou à la perfection et utilise des seringues pour se battre, ainsi que des shurikens spéciaux.

### Village Caché de Togakushi
Yae Oda
Chef du village, elle est la directrice de la grande organisation commerciale Fog Blue dont tous les ninjas de Togakushi font partie. Jeune femme très séduisante aux longs cheveux noirs portant un costume d'affaires bleu, elle est la gardienne et l'utilisatrice de Izunashingan, le technique secrète de la Lecture des Esprits. Yae part à la rencontre de Thobari, Miharu, Raimei et Koichi en compagnie de son assistant et s'amuse à semer le trouble en lisant dans leurs esprits et en découvrant que chacun a un lourd secret. Elle leur propose ensuite un marché : leur céder Izunashingan. En échange, ils devront assassiner Eugene Frosti, un scientifique dont le conglomérat réalise des expériences sur des êtres humains du Tiers-Monde ainsi que Nowake, l'assistant de ce dernier. Il y a dix ans, avant de devenir chef de Togakushi, Yae a perdu sa fille Alisa dans un accident de voiture. Pour sauver la fillette, il fallait lui faire une transfusion sanguine immédiatement. Yae reconnut alors un ancien camarade de classe sur le trottoir : Nowake. Sachant qu'il est compatible, elle lui demanda de faire la transfusion. Cependant, ce dernier refusa catégoriquement. Depuis ce jour, elle lui voue une haine terrible. C'est finalement Koichi qui tuera Frosti et plongera Nowake sous l'influence d'un Genjutsu pour qu'il s'accuse du meurtre lui-même.
Dans l'anime, Alisa n'est pas morte dans un accident de voiture mais était gravement malade et Nowake était un scientifique qui proposa un médicament miracle pour la sauver. En réalité, il voulait tester son produit et la fillette en mourut. Yae finit par découvrir la machination et engagera plus tard les ninjas de Banten pour se venger.

### Village Caché de Kouga
Sirius Hashiba
Chef du village de Kouga et principal de l'Académie Alya, Sirius est un vieil homme doté d'une volonté de fer. Étant tombé malade, il décida de supprimer les cours et la formation des jeunes ninjas de son village, ainsi que détruire Daya, le kinjutsusho de son village. Le professeur Kannagi fomenta une rébellion afin de tuer le principal, s'emparer de la technique interdite et soumettre les élèves à sa volonté, mais il ne put rien tirer du principal. Il meurt finalement, entouré de ses élèves, et demande à Miharu de ne jamais cesser de croire en lui-même. Très aimé de ses élèves, Sirius avait décidé de confier la technique à Koutarou Fuuma, mais Shijima, en tant que gardienne transitoire, donne le kinjutsusho à Miharu, ne faisant guère confiance au chef de Fuuma.
Shijima Kurookano
Kunoichi du village de Kouga, elle est albinos aux yeux jaunes. Capable de se transformer en chat blanc, elle surveille Miharu sous la forme de son chat Shiratama. Elle est en réalité l'une des expériences positives du possesseur de l'Hijutsu vers la fin de l'ère Edo, avec Kouichi. Elle est donc immortelle. Elle fait partie des membres de l'Académie Alya. Elle est la gardienne de Daya. Dans le manga, Shijima ne fait pas confiance à Koutarou et c'est pour cela qu'elle donne le kinjutsusho de son village à Miharu. Dans l'anime, elle lui reproche d'être aussi peu discret, à cause de sa tenue quelque peu étrange et sa manie de disparaître à tout bout de champ. Très puissante, elle utilise des griffes en métal comme arme et semble posséder un don particulier pour la métamorphose. Elle se décrit comme une observatrice.
Katalina
Kunoichi du village de Kouga, elle a la peau noire et les cheveux bruns. Pourvue d'une force extraordinaire, elle est capable de fracasser des murs. Elle fait partie des membres de l'Académie Alya.
Subaru
Kunoichi du village de Kouga, elle a la peau blanche et les cheveux bruns en couettes. Membre de l'Académie Alya, elle utilise principalement des lance-pierres.
Kannuki
Professeur à l'Académie Alya, Kannuki est à la tête de la rébellion qui lui permettra de devenir le chef du village de Kouga, le possesseur de Daya et le principal de l'école. blond et toujours vêtu d'un costume blanc, il est borgne puisqu'il porte un bandeau de pirate. Il ne se bat qu'avec des kunai enduits de poison et son revolver blanc et or. Son vœu est de s'emparer de Daya, et partir à la recherche de Shinrabansho afin de se l'approprier. Il sera tué par Kouichi.

### Village Caché de Iga
Hattori
Chef du village, il est très puissant au niveau du Taijutsu (art d'utiliser son corps), il utilise aussi les jutsus de Transfert. Chef d'une grande entreprise, il est le mari de Ichiki. Il rêve de s'emparer du Shinra Banshou afin de contrôler le monde. Il sera tué par Yoite lorsque celui-ci perdra la raison.
Sora Kudou Yoite
Ayant fait une tentative de suicide alors qu'il n'était qu'un adolescent, il fut recueilli par Hattori qui en fit une arme en scellant en lui le Kira, technique secrète du Meurtre. Il est surnommé par les autres ninjas "Shinigami" car il ne sait que donner la mort. Une relation ambigüe va naitre entre lui et Miharu.
Yukimi
Ninja de Iga, il vit avec Yoite et ne se bat qu'avec les armes à feu,il est de nature décontracté.
Kazuho
Sœur de Yukimi, elle est spécialisée dans la recherche et les ordinateurs.
Ichiki
Épouse de Hattori, elle est aveugle et se bat toujours à l'arme blanche. Elle porte toujours un kimono.
Raikou Shimizu
Frère de Raimei, il est accusé par sa sœur d'avoir tué le reste du clan Shimizu. Il a teint ses cheveux blonds en roses et se bat toujours avec son sabre, le Aka Gamon. Il meurt, tué par Hattori. Il fait partie du Wakachi, un groupe de ninjas exterminant les traîtres au Monde de Nabari. Sa fleur préférée est de couleur rouge vif. C'est sans doute le samouraï connu le plus puissant.
Gau Megami
Jeune adolescent recueilli par Raikou, il l'aide toujours durant ses missions. Comme lui, plus tard, il trahira les Kairoushou et pactisera avec les ninjas de Banten. Il fait partie du Wakachi.

### Les Kinjutsus
Engetsurin
Technique de Banten, elle consiste à faire resurgir les souvenirs oubliés. Son nom signifie "Anneau de Lune".
Tenpenka
Technique de Fûma, elle consiste à utiliser la métamorphose à volonté. Son nom signifie "Mutation".
Izunashingan
Technique de Togaki, elle consiste à lire dans les pensées des autres. Son nom signifie "Rêverie du Renard".
Daya
Technique de Kouga, elle consiste à guérir les blessures ou les maladies graves, en échange de la vie de trois personnes. Son nom signifie "l'Herbe du Serpent".
Kira
Technique de Iga, elle consiste à projeter le Ki (énergie Yin) sur l'adversaire et de tout détruire. Son nom signifie "Tueur".
Black Durandal
Technique secrête du Clan Durandal, elle consiste à transférer le Shinra Banshou dans un autre corps.
Shinra Banshou
Technique ultime du monde Nabari, elle vit le jour durant le Japon médiéval. Dotée d'une conscience, cette technique prend la forme dans l'esprit de Miharu d'une jeune femme aux longs cheveux blancs, aux yeux rouges, dont la voix est amplifiée en échos. Son nom veut dire "pouvoir de tout ce qui existe".

## Manga
Le manga fut édité en France par Asuka, puis par Kazé Manga après son rachat.
| no | Japonais         | Japonais          | Français         | Français          |
| no | Date de sortie   | ISBN              | Date de sortie   | ISBN              |
| --- | ---------------- | ----------------- | ---------------- | ----------------- |
| 1 | 27 novembre 2004 | 978-4-75-751327-3 | 29 janvier 2009  | 978-2-8496-5540-5 |
| Liste des chapitres : - Chapitre 1 : L'éveil - Chapitre 2 : Le sang du serment - Chapitre 3 : L'arrivée de Raimei - Chapitre 4 : Des souvenirs non partagés - Chapitre 5 : L'assaut |                  |                   |                  |                   |
| 2 | 18 avril 2005    | 978-4-75-751422-5 | 29 janvier 2009  | 978-2-8496-5541-2 |
| Liste des chapitres : - Chapitre 6 : Kotarô Fûma - Chapitre 7 : L'ordre de mission - Chapitre 8 : Convoitise - Chapitre 9 : La paume de la main - Chapitre 10 : Choix |                  |                   |                  |                   |
| 3 | 18 octobre 2005  | 978-4-75-751561-1 | 26 mars 2009     | 978-2-8496-5561-0 |
| Liste des chapitres : - Chapitre 10.5 : À l'abri de la pluie - Chapitre 11 : Cœur illisible - Chapitre 12 : Cœurs transparents - Chapitre 13 : Le cœur de celle qui lisait dans le cœur des autres - Chapitre 14 : La résolution du cœur - Chapitre 15 : Ambitions |                  |                   |                  |                   |
| 4 | 27 avril 2006    | 978-4-75-751677-9 | 28 mai 2009      | 978-2-8496-5588-7 |
| Liste des chapitres : - Chapitre 16 : La voix du cœur - Chapitre 17 : Sentiments partagés - Chapitre 18 : Accords - Chapitre 19 : Prélude - Chapitre 20 : La polka de "Raimei et Raikô" - 1re partie - Chapitre 21 : La polka de "Raimei et Raikô" - 2e partie |                  |                   |                  |                   |
| 5 | 27 octobre 2006  | 978-4-75-751768-4 | 27 août 2009     | 978-2-8496-5653-2 |
| Liste des chapitres : - Chapitre 22 : La polka de "Raimei et Raikô" - 3e partie - Chapitre 23 : La polka de "Raimei et Raikô" - 4e partie - Chapitre 24 : La polka de "Raimei et Raikô" - 5e partie - Chapitre 25 : La polka de "Raimei et Raikô" - 6e partie - Chapitre 26 : Rappel de rideau - Chapitre 27 : Volonté (Trip)                                                                |                  |                   |                  |                   |
| 6 | 18 avril 2007    | 978-4-75-752007-3 | 22 octobre 2009  | 978-2-8496-5590-0 |
| Liste des chapitres : - Chapitre 28 : Intentions (Weep) - Chapitre 29 : Déplacement (Syrup) - Chapitre 30 : Adjointe (Step) - Chapitre 31 : Siège (Sharp) - Chapitre 32 : Divergences (Turnup) |                  |                   |                  |                   |
| 7 | 27 octobre 2007  | 978-4-75-752128-5 | 10 décembre 2009 | 978-2-8496-5714-0 |
| Liste des chapitres : - Chapitre 33 : Médecine (Trap) - Chapitre 34 : Visées (Drip) - Chapitre 35 : Prestige et mort (Sheep) - Chapitre 36 : Réflexion, méditation (Scrap) - Chapitre 37 : Pierre (Help) - Chapitre 38 : Dernières volontés (Flap) |                  |                   |                  |                   |
| 8 | 27 mars 2008     | 978-4-75-752248-0 | 11 février 2010  | 978-2-8496-5592-4 |
| Liste des chapitres : - Chapitre 39 : Des larmes et une cicatrice - Chapitre 40 : Le rêve d'un immortel - Chapitre 41 : Au revois, monsieur Thobari - Chapitre 42 : Le dieu de la mort m'appelle - Chapitre 43 : Du temps où tu étais en vie |                  |                   |                  |                   |
| 9 | 18 août 2008     | 978-4-75-752366-1 | 29 avril 2010    | 978-2-8496-5806-2 |
| Liste des chapitres : - Chapitre 44 : Rupture des liens - Chapitre 45 : Les mots de l'âme - Chapitre 46 : Toi qui as retrouvé le temps passé... - Chapitre 47 : Allez ! Faisons de beaux rêves ! |                  |                   |                  |                   |
| 10 | 27 décembre 2008 | 978-4-75-752453-8 | 10 juin 2010     | 978-2-8496-5844-4 |
| Liste des chapitres : - Chapitre 48 : Soyez les bienvenus, les enfants ! - Chapitre 49 : Un oiseau dans le ciel - Chapitre 50 : Yoite - Chapitre 51 : Je ne supporte pas les gamins ! |                  |                   |                  |                   |
| 11 | 27 juin 2009     | 978-4-75-752600-6 | 14 octobre 2010  | 978-2-8496-5929-8 |
| Liste des chapitres : - Chapitre 52 : Dangereux enchevêtrements de fils - Chapitre 53 : Imbécile !! - Chapitre 54 : Souvenirs perdus, apparence perdue - Chapitre 55 : Dorénavant, tu seras mon assistant - Chapitre 56 : À l'abri de la neige - Chapitre 57 : Des mains chargées de conviction                                                                                              |                  |                   |                  |                   |
| 12 | 26 décembre 2009 | 978-4-75-752767-6 | 9 décembre 2010  | 978-2-8496-5973-1 |
| Liste des chapitres : - Chapitre 58 : Une violence insoutenable - Chapitre 59 : Là où s'en retournent les pensées (re partie partie) - Chapitre 60 : Là où s'en retournent les pensées (2e partie) - Chapitre 61 : Là où s'en retournent les pensées (3e partie) - Chapitre 62 : Là où s'en retournent les pensées (4e partie) - Chapitre 63 : Là où s'en retournent les pensées (5e partie) |                  |                   |                  |                   |
| 13 | 26 juin 2010     | 978-4-75-752919-9 | 13 avril 2011    | 978-2-8203-0060-7 |
| Liste des chapitres : - Chapitre 64 : Là où s'en retournent les pensées (6e partie) - Chapitre 65 : Là où s'en retournent les pensées (7e partie) - Chapitre 66 : Là où s'en retournent les pensées - Thobari - Chapitre 67 : Là où s'en retournent les pensées - Hattori et Ichiki - Chapitre 68 : Là où s'en retournent les pensées - Miharu et Asahi                                      |                  |                   |                  |                   |
| 14 | 27 janvier 2011  | 978-4-75-753134-5 | 13 juillet 2011  | 978-2-8203-0158-1 |
| Liste des chapitres : - Chapitre 69 : Là où s'en retournent les pensées - Kotarô Fûma - Chapitre 70 : Là où s'en retournent les pensées - Les Hakutaku - Chapitre 71 : Il est temps de nous séparer - Chapitre final : Bon retour à la maison |                  |                   |                  |                   |

## Anime
L'animé est produit par J. C. Staff sous la direction de Kunihisa Sugishima. La série animée comporte 26 épisodes débutant le 6 avril 2008 et se finissant le 28 septembre 2008 sur la chaine télévisée TV Tokyo au Japon. En France, l'anime est édité par Kazé.

### Liste des épisodes
1. L'éveillé
2. Raimei approche
3. L'attaque
4. L'ordre de mission
5. Le désir
6. Le choix
7. Un esprit décidé
8. Un esprit reçu
9. Prélude
10. La polka de Raimei et Raiko
11. Rappel en scène
12. La volonté
13. L'école qui ne dort jamais
14. Au fond de la nuit
15. Le matin de la séparation
16. Visiteurs venus de loin
17. L'instant de la cassure
18. La voix qui appelle
19. Le dieu de la mort vu de côté
20. Vers Togakushi
21. Le dessein
22. Chaos
23. Invocation
24. L'Anneau de Lune
25. Tous les deux
26. Nos cœurs sont liés

### Musiques
Générique d'ouverture
- Crawl par Veltpunch (épisodes 1 à 26)

Génériques de fin
- Hikari par Elisa (épisodes 1 à 15)
- Aru ga Mama (あるがまま) par Anamu & Maki (épisodes 16 à 26)

Musique de fond
- Nabari no Ō : Original Soundtrack, composée par Michiru Ōshima.